# Aert van Nesstraat (Amsterdam)
De Aert van Nesstraat is een woonstraat in de Spaarndammerbuurt in Amsterdam.
De straat vormt een verbinding tussen de Tasmanstraat en de Nova Zemblastraat en lag tot 2014 min of meer in het verlengde van de Stavangerweg naar/uit de Houthaven. Het gebied werd in 1915 in erfpacht gegeven aan Woningbouwvereniging Het Westen, die de straat, na sloop van andere gebouwtjes, liet volbouwen met relatief kleine arbeiderswoningen en slechts een bedrijfsmatig te gebruiken gebouw (nummer 48/50). Die woningen, in vier bouwlagen met zolder, naar een ontwerp van Herman Walenkamp, werden aan het eind van de 20e en begin 21e eeuw regelmatig gerenoveerd. In 2008 werd de gehele straat tot gemeentelijk monument (2018: nummer 223020) verklaard. De straat is niet altijd toegankelijk geweest voor verkeer, er was enige tijd alleen een kinderspeelplaats gesitueerd. In april 2018 was het geen doorgaande straat; de verbinding met de Tasmanstraat is geblokkeerd door het voetpad behorende bij die straat, een haag en schakelkasten.
De straat is vernoemd bij een raadsbesluit van 13 oktober 1915 vernoemd naar de Nederlandse zeekapitein Aert van Nes, vanaf 1666 vice admiraal onder Michiel de Ruyter. Ook Rotterdam heeft een Aert van Nesstraat, bekend vanwege de Rotterdamse Schouwburg.

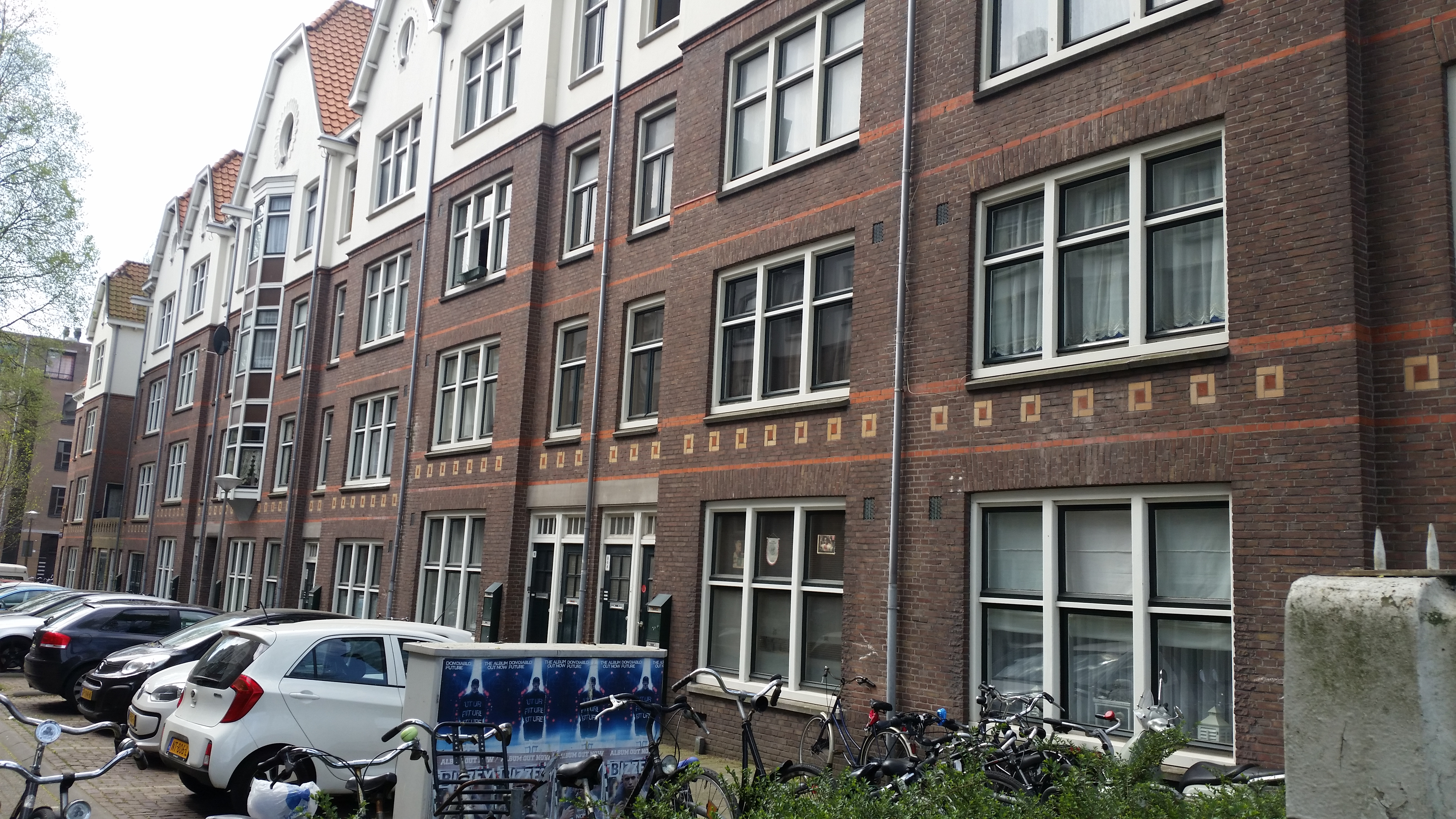
De even genummerde zijde (2018)
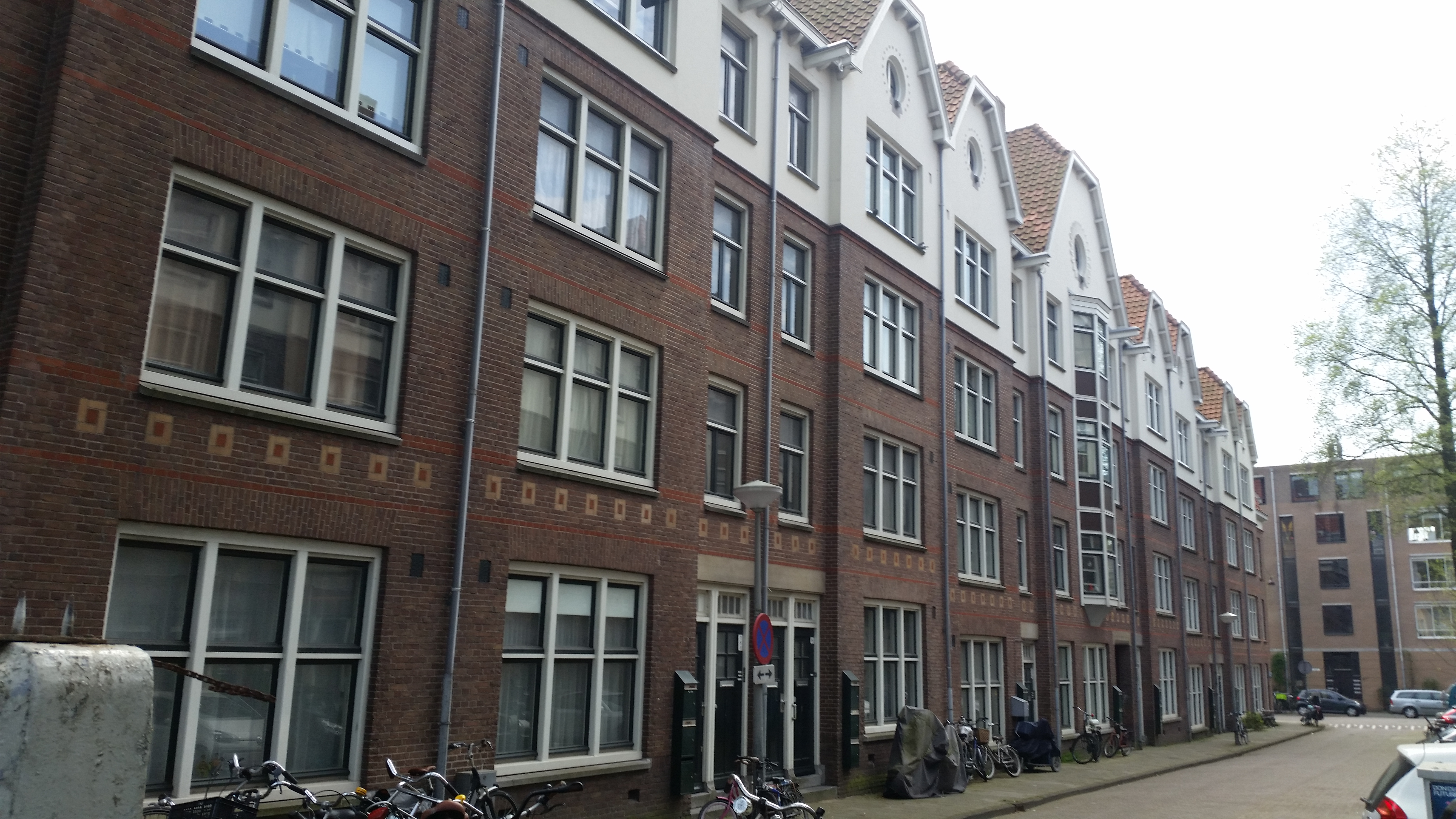
De oneven genummerde zijde (2018)